# Xã Lafayette, Quận Bremer, Iowa
Xã Lafayette (tiếng Anh: Lafayette Township) là một xã thuộc quận Bremer, tiểu bang Iowa, Hoa Kỳ. Năm 2010, dân số của xã này là 618 người.